# Зеленов, Дмитрий Афанасьевич
Дмитрий Афанасьевич Зеленов (1918 — 1979) — советский дипломат, участник Великой Отечественной войны. Чрезвычайный и полномочный посол.

## Биография
На дипломатической работе с 1954 года.
- В 1954—1958 годах — сотрудник посольства СССР во Франции.
- В 1958—1960 годах — сотрудник центрального аппарата МИД СССР.
- В 1960—1961 годах — первый секретарь, советник посольства СССР в Египте.
- В 1961—1962 годах — сотрудник аппарата ЦК КПСС.
- В 1962—1965 годах — советник посольства СССР во Франции.
- В 1965—1968 годах — на ответственной работе в центральном аппарате МИД СССР.
- С 20 августа 1968 по 21 июля 1972 года — чрезвычайный и полномочный посол СССР в Центральноафриканской Республике[1].
- В 1972—1975 годах — на ответственной работе в центральном аппарате МИД СССР.
- С 22 апреля 1975 по 23 апреля 1979 года — чрезвычайный и полномочный посол СССР в Коста-Рике[2].

## Награды
- Медаль «За отвагу» (31 января 1943)
- Медаль «За оборону Ленинграда» (1943)
- Орден «Знак Почёта» (22 октября 1971)[3]
- Орден Дружбы народов